# Hans Behrendt
Hans Behrendt (geboren 28. September 1889 in Berlin; gestorben August 1942 im KZ Auschwitz) war ein deutscher Regisseur, Drehbuchautor und Schauspieler.

## Leben
Der Sohn der jüdischen Eltern Salomon und Berta Behrendt studierte nach dem Abitur zwei Semester Literatur und absolvierte dann die Max-Reinhardt-Schauspielschule in Berlin. 1911 gab er sein Theaterdebüt und nach der Teilnahme am Ersten Weltkrieg hatte er 1919 seinen ersten Filmauftritt. Als Co-Autor von Bobby E. Lüthge war er ab 1920 auch als Drehbuchautor an mehreren Filmen beteiligt. Das Duo schuf u. a. das Buch zu den Fridericus-Rex-Filmen über den Preußenkönig Friedrich den Großen.
Bei Alt-Heidelberg führte Behrendt 1922/23 erstmals Regie. Er war während der 1920er und beginnenden 1930er Jahre mal als Darsteller, mal als Autor und mal als Regisseur an mehr als 60 Filmen beteiligt.
Nach der Machtübernahme durch die Nationalsozialisten drehte er noch zwei Filme und emigrierte dann nach Spanien. Unter schwierigsten Bedingungen inszenierte er dort 1934 unter Beteiligung anderer Emigranten den spanischen Film Doña Francisquita. 1936 ging Behrendt nach Wien. Dort begann er die Dreharbeiten für den Film Fräulein Lilli und spielte im Theater in der Josefstadt. Kurz vor der Annexion Österreichs 1938 zog er weiter nach Brüssel, wo er sich deutschen Emigrantenvereinen anschloss.
Im Mai 1940 wurden er und andere jüdische Emigranten von der belgischen Polizei verhaftet. Nach der Übernahme durch Vichy-Frankreich wurde Behrendt interniert und in wechselnden französischen Lagern festgehalten. Schließlich wurde er mit Transport 19 von Drancy ins KZ Auschwitz deportiert. Dort kam er am 14. August 1942 an. Die genauen Umstände seines Todes bzw. das genaue Todesdatum sind nicht bekannt.
Hans Behrendt war von 1928 bis 1933 mit der Schauspielerin Maria Meissner verheiratet.

## Filmografie (Auswahl)
Darsteller
- 1920: Katharina die Große
- 1921: Fridericus Rex 1. Teil Sturm und Drang
- 1921: Fridericus Rex 2. Teil Vater und Sohn
- 1925: Die unberührte Frau

Regisseur
- 1923: Alt-Heidelberg
- 1927: Prinz Louis Ferdinand
- 1927: Die Hose
- 1928: Sechs Mädchen suchen Nachtquartier
- 1928: Dyckerpotts Erben
- 1928: Die Räuberbande
- 1928: Die Regimentstochter
- 1929: Der Bund der Drei
- 1929: Die Schmugglerbraut von Mallorca
- 1929: Die Flucht vor der Liebe
- 1930: Kohlhiesels Töchter
- 1930/1931: Ich geh aus und du bleibst da
- 1931: Der Herr Bürovorsteher
- 1931: Gloria
- 1931: Danton
- 1932: Mein Freund, der Millionär
- 1932: Grün ist die Heide
- 1933: Muß man sich gleich scheiden lassen? (auch Drehbuchmitautor)
- 1936: Fräulein Lilli

Drehbuchautor
- 1920: Weltbrand
- 1921: Die Flucht aus dem goldenen Kerker
- 1923: Fräulein Raffke
- 1924: Die schönste Frau der Welt
- 1925: Ein Sommernachtstraum
- 1925: Zapfenstreich
- 1925: Frauen, die man oft nicht grüßt
- 1925: Wallenstein
- 1926: Die Mühle von Sanssouci
- 1926: Der Veilchenfresser